# Walki o Krynki
Walki o Krynki – starcie zbrojne mające miejsce w dniach 21-22 lipca 1945 między oddziałami Armii Czerwonej a Wehrmachtu, zakończone zdobyciem miasteczka Krynki, równoznacznym z zakończeniem okupacji niemieckiej w rejonie tegoż miasteczka.
Wojska Armii Czerwonej  w rejon Krynek dotarły 21 lipca 1944. Atak z marszu na miasto bedące w rękach wojsk niemieckich przeprowadzili żołnierze 35 Korpusu Strzeleckiego i 40 Korpusu Strzeleckiego. Po złamaniu oporu wojsk hitlerowskich na przedpolach miasteczka, czerwonoarmiści z 40 KS szturmem zdobyli miasto oraz stację kolejową. W czasie walk 21 lipca 1944 poległ gen. mjr Wiktor Żołudiew, dowodzący 35 KS. Rada Najwyższa ZSRR pośmiertnie nadała mu tytuł Bohatera Związku Radzieckiego. 

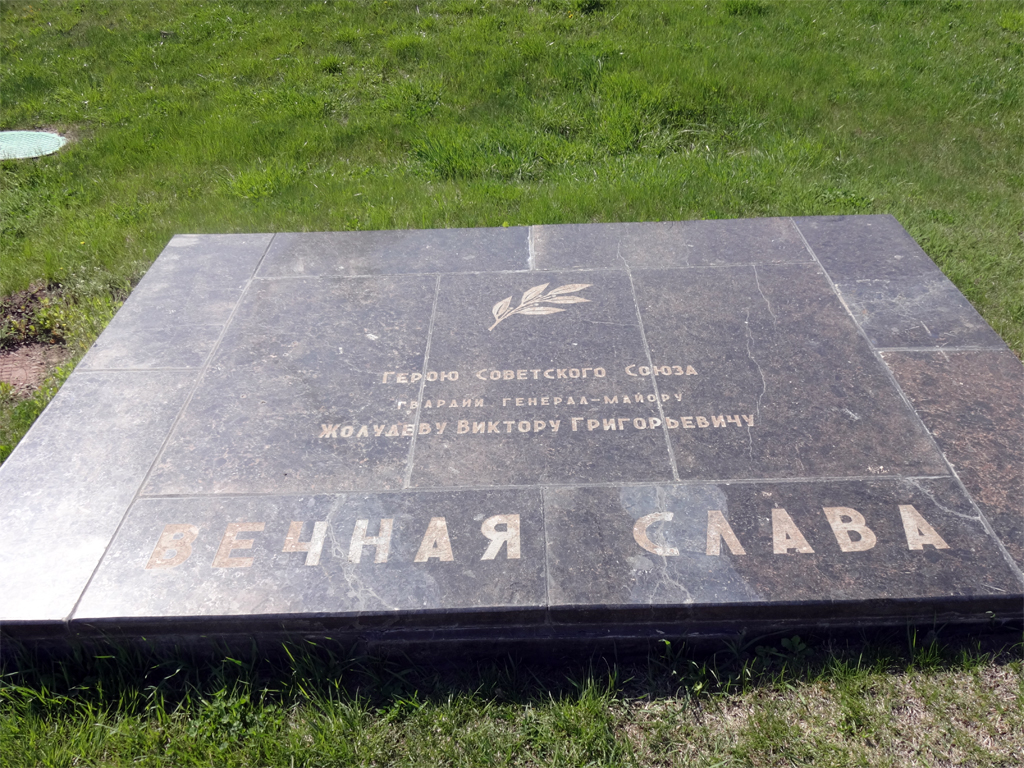
Tablica poświęcona gen.Wiktorowi Żołudiewiowi poległemu w walkach pod Krynkami